# Loazzolo
Loazzolo är en ort och kommun i provinsen Asti i regionen Piemonte i Italien. Kommunen hade 330 invånare (2018).